# Chicaxtitla
Chicaxtitla är en ort i Mexiko.   Den ligger i kommunen Axtla de Terrazas och delstaten San Luis Potosí, i den centrala delen av landet, 220 km norr om huvudstaden Mexico City. Chicaxtitla ligger 103 meter över havet och antalet invånare är 119.
Terrängen runt Chicaxtitla är huvudsakligen kuperad, men åt nordost är den platt. Runt Chicaxtitla är det tätbefolkat, med 427 invånare per kvadratkilometer. Närmaste större samhälle är Tampacan, 19,7 km öster om Chicaxtitla. I omgivningarna runt Chicaxtitla växer huvudsakligen savannskog.